# Charles Moreau-Vauthier

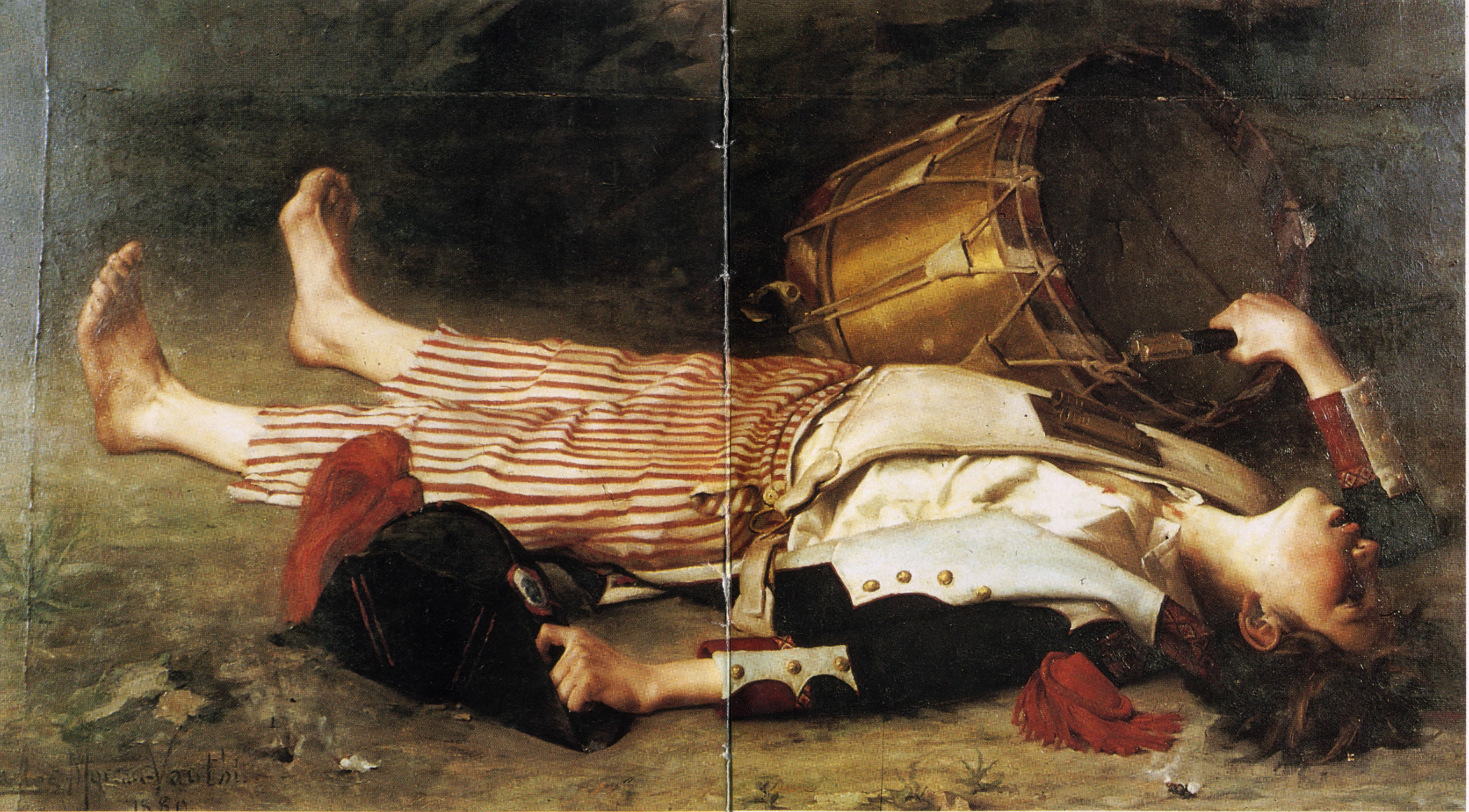
Muerte de Bara.

Charles Moreau-Vauthier (1857-1924) fue un pintor y escritor francés.
Era hijo de Augustin Moreau-Vauthier, artesano del marfil, y hermano de Paul Moureau-Vauthier, escultor del Mur des fédérés.
Estudió pintura con Jean-Léon Gérôme y Paul Baudry.
Participó en el Salón de París entre 1880 y 1887.
Escribió varias obras sobre temas artísticos, publicadas por la editorial Hachette. (Les peintres populaires, 1914, La Peinture, 1913), así como libros infantiles (Albums Silhouette). También escribió novelas (La vie d’artiste, Les rapins) y artículos periodísticos.
Se trasladó en 1906 a Bourron-Marlotte, donde inauguró en 1906 un pequeño museo local. En diciembre de 1907 fundó la sociedad de amigos del bosque de Fontainebleau, de la que fue vicepresidente, así como la sociedad L’Artistique. Fue profesor de dibujo en la École Comairas de Fontainebleau.
Está enterrado en el cementerio de Père Lachaise.